# Kørekort
Et kørekort, tidligere kaldet førerbevis, er et officielt dokument, der dokumenterer, at indehaveren har tilladelse til at føre et motoriseret køretøj, såsom motorcykel, bil, lastbil eller bus, på offentlige veje. Der findes forskellige kategorier, alt efter hvilke motorkøretøjer som indehaveren har tilladelse til at føre. EU har fastlagt en standard for udseendet af kortet, der i EØS, herunder Danmark, er på samme størrelse som et kreditkort.

## Historie
Den første tilladelse til at køre bil blev udstedt til opfinderen af den moderne bil, Karl Benz, i 1888 på hans egen anmodning, efter borgerne i byen Mannheim havde klaget over støj- og lugtgener fra hans bil. Benz bad om en skriftlig tilladelse fra Hertugen af Baden til at føre sin bil på offentlig vej. Frem til begyndelsen af det 20. århundrede blev der på samme måde i det øvrige Europa udelukkende udstedt tilladelser uden at førerens evner blev testet. Den 29. september 1903 blev Preussen det første land til at kræve et obligatorisk førerbevis, hvor ansøgeren skulle gennemgå en test. Denne test blev varetaget af Dampkedeltilsynet (tysk:Dampfkesselüberwachungsverein), men tjente mest til at tjekke ansøgerens tekniske viden.
Det første egentlige kørekort blev udstedt i 1910 af  Kejserriget Tyskland, der fastlagde at man skulle gennemføre en uddannelse og aflægge en prøve for at få en tilladelse. Samtidig skulle man være 18 år for at kunne starte på uddannelsen. Dette betragtes derfor som 'fødselsåret' for kørekortet. Formålet var også at skabe en model, som andre lande i Europa skulle efterligne.
De fleste andre lande i Europa, heriblandt Danmark, har i løbet af det 20. århundrede også indført en uddannelse og prøve. Det sidste land, hvor der ikke blev krævet en aflagt prøve, var Belgien, hvor det indtil 1977 var muligt at komme i besiddelse af et kørekort uden prøve.

## Identifikationskort
I lande som Danmark, hvor der ikke findes et nationalt identitetskort med foto, bruges kørekortet i høj grad også som identifikationskort. Dette gælder også i andre lande f.eks. Australien, New Zealand, Canada og England.

## Dansk lovgivning
I Danmark kræves det, at føreren medbringer sit kørekort under kørslen, og skal kunne fremvise det på anmodning fra politiet. Kortet kan erhverves, når man fylder 17 år, ved at aflægge en teori- og praktisk prøve. Teoriprøven kan aflægges en måned før man fylder 17 år, og den praktiskeprøve kan aflægges på din 17 års fødselsdag og senere. Det kræves dog at en person der er fyldt 30 år, og ikke har haft frakendt sit kørekort de sidste 10 år skal sidde ved siden af. Det er tilladt at påbegynde teoriundervisning tre måneder før, man fylder 17 år. Et kørekort udstedt efter den 19. januar 2013 er gyldigt i 15 år, hvorefter det skal fornyes og forsynes med et nyt foto. Bus- og lastbilkørekort er dog kun gyldigt i fem år. 
Alle kort erhvervet før den 19. januar 2013 skal fornyes senest 18. januar 2033.

### Klip i kortet
Flere alvorlige forseelser i færdsel er siden den 3. september 2005 blevet takseret med et klip i kørekortet. Klippet er gældende i tre år fra forseelsen, hvorefter det automatisk slettes. Ved tre klip inden for tre år mister man kørekortet – der er dog skærpede regler, hvis kørekortet er mindre end tre år gammelt, eller man bliver involveret i et trafikuheld.
Der klippes dog ikke fysisk i kortet, men klippene registreres på kørekortnummeret i et centralt register. Klippekortet omfatter grove overtrædelser, der ikke i sig selv medfører frakendelse af kørekortet, men som er trafikfarlige, fx ulovlig kørsel i nødsporet på motorvejen. Klippekortet gælder for alle motordrevne køretøjer, der kræves kørekort til. Dvs. almindelig personbil, bus, lastbil, motorcykel, stor knallert, traktor samt motorredskab.
Hvis der før kørekortet erhverves sker tre overtrædelser af færdselsloven, kan tidspunktet for erhvervelse af et kørekort blive udsat indtil tre år.

### Kørsel uden kørekort
Kørsel uden kørekort med kørekortpligtige motorkøretøjer er en overtrædelse af Færdselslovens § 56, stk. 1.
Det originale kørekort skal altid medbringes under kørslen og på forlangede forevises politiet.
Der findes en officiel App. Til Smartphones, der slet og ret hedder Kørekort,  der i Danmark kan træde i stedet for det fysiske kørekort,  denne App er dog kun gyldig i Danmark.
Ved brug af denne app behøver man ikke medbringe det fysiske kort.
Bemærk,  ved brug af App skal telefonen appen kører på, virke korrekt,  være opladet, tændt, og man skal tydeligt kan se skærmens indhold, så politiet på forlangende kan se kørekortet.
Kan dette ikke lade sig gøre,  eksempelvis pga. Mangel på strøm svare dette til kørsel uden kørekort. 

#### Betydninger
Kørsel uden kørekort kan finde sted i 3 forskellige sammenhænge:
1. Føreren har erhvervet et kørekort, men har ikke medbragt det
2. Føreren har ikke erhvervet et kørekort
3. Føreren har fået frakendt sit kørekort

Man skal ikke nødvendigvis have siddet bag rattet for juridisk set at have kørt bilen. Hvis man f.eks. fra passagersædet har taget fat i bilens betjeningsorganer, såsom rat eller gearstang, betragtes det som om man har kørt bilen.

#### Straf
Glemt kørekort (hvis det er erhvervet) straffes første gang med en bøde på 500 kr. for lille knallert (knallert 30)'s vedkommende eller 1000 kr. for øvrige motorkøretøjers vedkommende.
Kørsel uden erhvervet kørekort straffes første gang med en bøde på 7000 kr. I gentagelsestilfælde kan det føre til fængsel og konfiskation af køretøjet.
Kørsel i frakendelsestiden straffes første gang med en bøde på 2000 kr for knallert 30's vedkommende eller 1 måneds nettoløn for øvrige motorkøretøjers vedkommende.

### Spirituskørsel
Grænsen for kørsel under påvirkning af alkohol er i Danmark 0,5 promille. Dvs. hvis alkoholkoncentrationen i blodet overstiger 0,5 promille, er der tale om spirituskørsel.
Straffen afhænger af hvor meget alkoholkoncentrationen overstiger 0,5 promille, hvor længe personen har haft førerretten, om førreretten har været frakendt tidligere samt om man tidligere har været dømt for spirituskørsel.
Straffen kan variere lige fra en måneds nettoløn til fængselsstraf.

### Fornyelse af kørekort
Kørekort til kat. AM, A1, A2, A, B og B/E erhvervet efter den 19. januar 2013 skal fornyes hvert 15. år. 
Kørekort til kat. AM, A1, A2, A, B og B/E erhvervet før den 19. januar 2013 skal fornyes før kørekortets udløbsdato, og skal derefter fornyes hvert 15. år.
Du skal som udgangspunkt ikke vedlægge lægeattest, når du skal fornye dit kørekort til kategorierne AM, A1, A2, A, B og B/E, samt T/M, medmindre kørekortet begrænses som følge af helbredsmæssige forhold. 
Kørekort der ikke er af kreditkortformat-modellen skal fornyes inden den 18. januar 2033. 
Kørekort kat. C1, C1/E, C, C/E, D1, D1/E, D og D/E samt kørekort til erhvervsmæssig personbefordring skal fornyes hvert 5. år. indtil:  
fyldt 70 år, men ikke 71: Fire år  
fyldt 71 år, men ikke 72 år: Tre år  
fyldt 72 år, men ikke 80 år: To år  
fyldt 80 år: Et år  
Du skal altid vedlægge en lægeattest, hvis du skal forny et kørekort i kategorierne C1, C1/E, C, C/E, D1, D1/E, D og D/E, samt kørekort til erhvervsmæssig personbefordring.

## Kategorier
Den 19. januar 2013 blev der indført nye kategorier, der afgør hvilke køretøjer indehaveren af kørekortet har lov til at føre. Dette er standardiseret over hele EØS.

### Kategori AM
1. Lille knallert (15 år), topfart 30 km/t. Må køres af alle personer over 18 år uden kørekort.
2. Stor knallert (18 år), topfart 45 km/t. Må køres af personer med kørekort af kategori A1, A2, A, B eller derover.

### Kategori A1
Lille motorcykel (18 år)

### Kategori A2
Mellemstor motorcykel (20 år)

### Kategori A
Stor motorcykel (24 år)

### Kategori B
Almindelig bil (17 år såfremt man kører med en ledsager i bilen. Fra 18 år kan du køre uden ledsager. En ledsager skal opfylde visse krav), eller varevogn/lille lastbil med maks. tilladt totalvægt 3,5 tons og maximalt 8 siddepladser foruden førerens. Derudover køretøjer med maks. totalvægt 3,5 tons og trailer på indtil 750 kg., eller vogntog hvor forvogn (bil) og trailer har en samlet tilladt totalvægt på indtil 3,5 tons.

### Kategori C1
Lille lastbil (18 år)

### Kategori C
Stor lastbil (21 år)

### Kategori D1
Lille bus (21 år)

### Kategori D
Stor bus (24 år)

### Kategori E
Stort påhængskøretøj:
1. Kategori B med stort påhængskøretøj (kategori B/E)[NB 3]. Vogntog hvor en forvogn på indtil 3,5 tons trækker en trailer på indtil 3,5 tons, samlet tilladt totalvægt 7 tons.
2. Kategori C1 med stort påhængskøretøj (kategori C1/E).
3. Kategori C med stort påhængskøretøj (kategori C/E).
4. Kategori D1 med stort påhængskøretøj (kategori D1/E).
5. Kategori D med stort påhængskøretøj (kategori D/E).

1. ↑  18 år, hvis den pågældende er ansat/værnepligtig/frivillig i forsvaret, hjemmeværnet eller det statslige redningsberedskab.
2. ↑  21 år, hvis den pågældende er ansat/værnepligtig/frivillig i forsvaret, hjemmeværnet eller det statslige redningsberedskab, eller man alene skal have ret til at føre visse køretøjer.
3. ↑  Enkelte køretøjer kræver dog, at den pågældende er fyldt 21 år.